# Fred G. Pollard

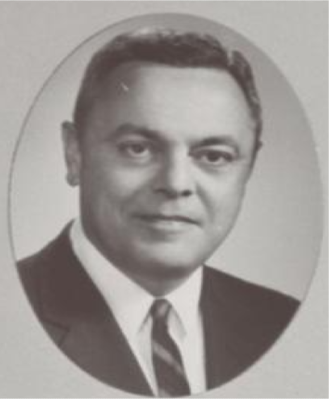
Fred G. Polare i(1968)

Frederick Gresham „Fred“ Pollard (* 7. Mai 1918 in Richmond, Virginia; † 7. Juli 2003 in New London, Connecticut) war ein US-amerikanischer Politiker und Rechtsanwalt, der von 1966 bis 1970 Vizegouverneur von Virginia und von 1950 bis 1965 Abgeordneter im Virginia House of Delegates war.

## Leben
Frederick Gresham Pollard wurde 1918 in Richmond als Sohn des Bezirks- und Stadt-Richters Roy Nelson Pollard (1880–1954) und seiner Gattin Mary Faulkner Butler Pollard (1887–1973) geboren. Er hatte einen Bruder, Robert Nelson Pollard Jr., und eine Schwester, Mary Butler (Polly) Pollard Buford. Frederick G. Pollard besuchte die Richmond Public School und die Episcopal High School, bevor er sich an der University of Virginia einschrieb. Dort studierte er Jura und graduierte 1940 mit einem BA und 1942 mit einem LL.B. Während des Zweiten Weltkriegs diente Pollard in der United States Naval Reserve von 1942 bis 1946 als Marineleutnant. Danach praktizierte er als Rechtsanwalt in Richmond.
Als Mitglied der Demokraten brachte ihn der amtierende Gouverneur Mills E. Godwin zu einer erfolgreichen Wahl zum 29. Vizegouverneur von Virginia vom 15. Januar 1966 bis zum 17. Januar 1970. Für das Henrico County und Richmond saß Pollard von 1950 und 1966 auch im Abgeordnetenhaus von Virginia. Dort war er Mitglied im House Appropriations Committee und galt als Fachmann für die Haushaltspolitik. 1969 unternahm er einen vergeblichen Versuch, selbst Gouverneur von Virginia zu werden, und unterlag dem Republikaner A. Linwood Holton, der damit der erste republikanische Gouverneur Virginias seit Gilbert Carlton Walker wurde, der zwischen 1869 und 1874 amtiert hatte.
Außerdem war Pollard Rektor der University of Virginia. Von seinen Parteifreunden wurde er auch Freddy Pollard genannt.
Während seines Urlaubs, den er regelmäßig in seinem Sommerhaus auf Fishers Island verbrachte, erlitt er einen Herzinfarkt, an dessen Folgen er am 7. Juli 2003 im Alter von 85 Jahren im Krankenhaus von New London, Connecticut, verstarb. Seine letzte Ruhestätte fand er auf dem Hollywood Cemetery in Richmond.